# Mistral osztályú üdülőhajók
A Mistral osztály üdülőhajók osztálya, az MSC Cruises és az AIDA Cruises tulajdonában és üzemeltetésében. Jelenleg öt aktív Mistral osztályú üdülőhajó van, a vezető hajó, az AIDAmira (1999, mint Mistral), az MSC Armonia (2001, mint European Vision), az MSC Sinfonia (2002, mint European Stars), az MSC Lirica (2002) és az MSC Opera (2003).

## Története
A Mistral vezető hajót eredetileg a Renaissance Cruises rendelte meg 1996 nyarán, de később visszavonták a megrendelést. Az udvar és a bankárok együtt birtokolták a hajót az Auxiliaire Maritime nevű társaságon keresztül. A Chantiers de l'Atlantique-i építkezése során a megrendelést a Festival Cruises vette át, amely megkapta első új építésű hajóját. Két további újonnan épített hajót, amelyek a Mistral dizájn kibővített változatára épültek, 2001-ben és 2002-ben szállították MS European Visiont és MS European Starst, illetve a Festival Cruises további két hajót is választhatott a kibővített Mistral kivitelben, de a társaság úgy döntött, hogy nem használja ezt a lehetőséget. Még két Mistral osztályú hajót építettek az MSC Cruises számára: MSC Lirica és MSC Opera.
Amikor a Festival Cruises 2004 elején csődbe ment, a társaság összes hajóját lerakták, majd elárverezték más üzemeltetőknek; a European Starst és a European Visiont az MSC Cruises-nak adták el, és MSC Armonia, illetve MSC Sinfonia névre keresztelték,  míg a Mistral-t az Ibero Cruisesnak adták át, és Grand Mistral névre keresztelték.  2013-ban a Grand Mistral kilépett az Ibero Cruises flottájából, és áttették a Costa Cruises testvértársaságba, mint Costa neoRiviera. A hírek szerint a Costa 10 millió eurót fektetett be a hajó átalakításába, hogy integrálja azt a flottájába. 2014-ben az MSC Cruises bejelentette, hogy a négy Lirica osztályú hajót a "Renaissance Program" keretében felújítják. A 24 méter (79 ft) hosszú szakaszt minden hajóhoz hozzáadták 2015-ben, 193 extra kabint és 2400 tonnát adva a hajókhoz.
A Costa neoRiviera 2019-ben kilépett Costa flottájából, és átvették az AIDA Cruises testvértársasághoz, mint AIDAmira.

### Balesetek
2019. június 2-án az MSC Opera a rakparton és egy dokkolt folyami tengerjáró hajón kötött ki, az olaszországi Velencében, a Giudecca-csatorna San Basilio mólóján. Később kiderült, hogy az okok a motorokkal kapcsolatos technikai nehézségek voltak. Felszíni karcolásokat szenvedett, míg a kisebb folyami hajó jobban megsérült. Öt ember könnyebben megsérült,
2021. március 12-én az MSC Lirica kigyulladt, a hajó középső része megsérült, senki sem halt meg ebben a tűzbalesetben. Bizonyíték van arra, hogy a tüzet egy mentőcsónak okozta. A tűz területe megfelelt az edény azon részének, amelyet a 2015-ös hosszabbítás során hozzáadtak, és később megjavítottak.

## Hajók
- AIDAmira (1999–2005 mint Mistral; 2005–2013 mint Grand Mistral; 2013–2019 mint Costa neoRiviera; 2019 – jelenleg az AIDA üzemeltetője)
- MSC Armonia (2001–2003 mint European Vision; 2004 - jelenleg az MSC működteti)
- MSC Sinfonia (2002–2003 European Stars; 2005 - jelenleg az MSC működteti)
- MSC Lirica (2003-tól napjainkig) 2021-ben tűzbalesetet szenvedett
- MSC Opera (2004-től napjainkig; a társaság zászlóshajójaként szolgált, amíg az MSC Musica 2006-ban szolgálatba nem állt)

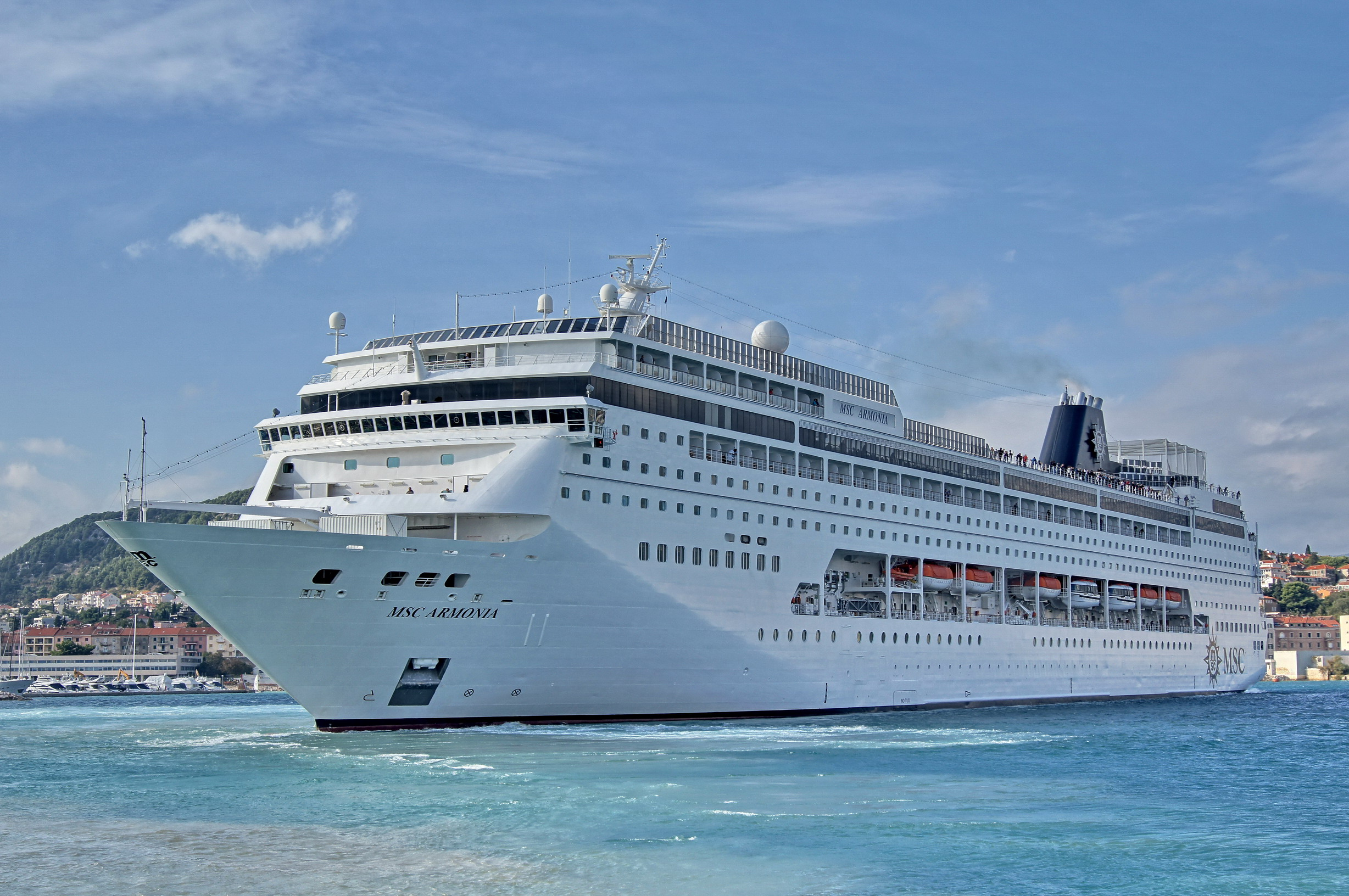
MSC Armonia, Split, Horvátország (2011)
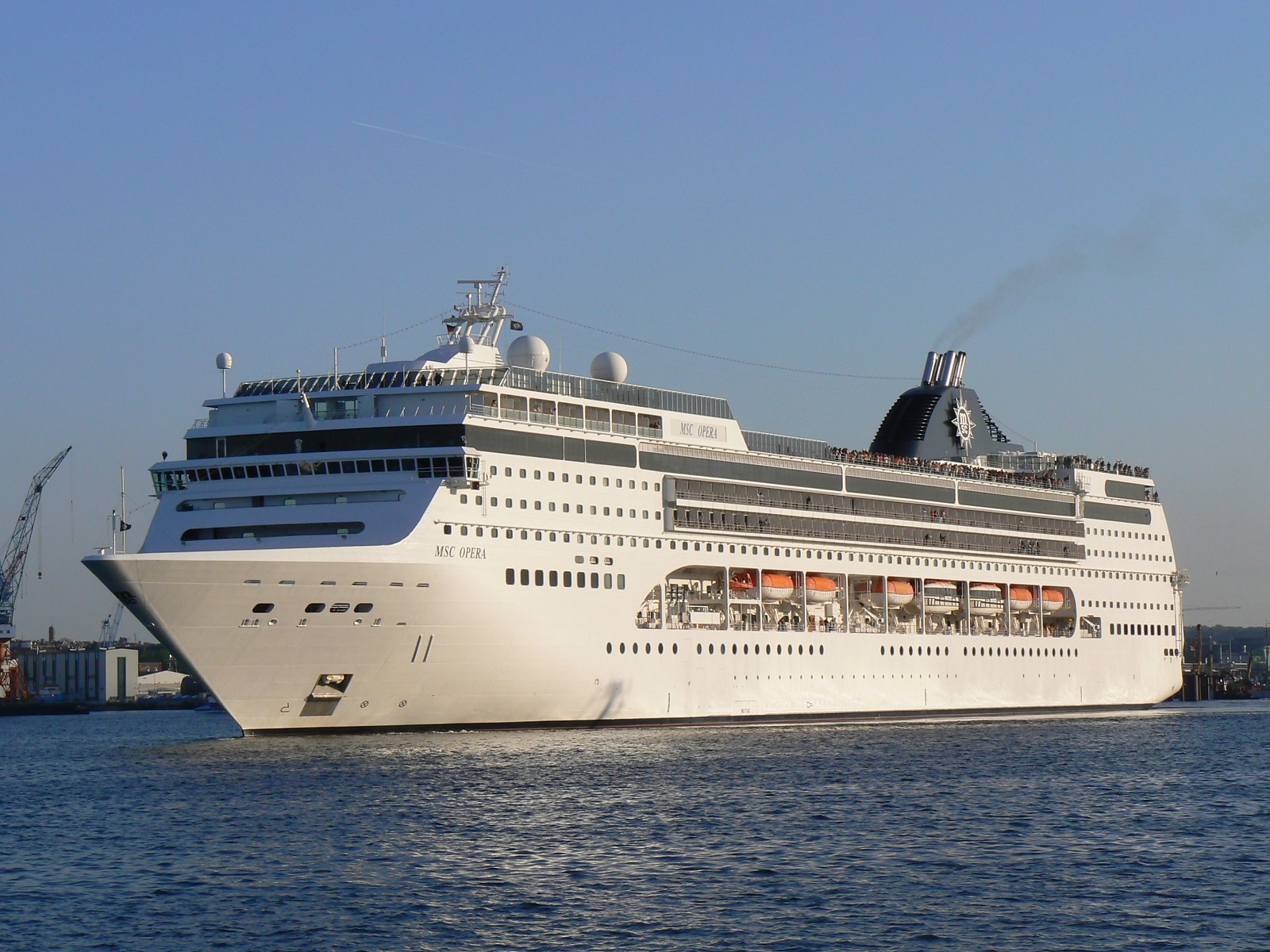
MSC Opera Kielben (2007)

## Fordítás
Ez a szócikk részben vagy egészben  a   Mistral-class cruise ship című angol Wikipédia-szócikk ezen változatának fordításán alapul.  Az eredeti cikk szerkesztőit annak laptörténete sorolja fel. Ez a jelzés csupán a megfogalmazás eredetét és a szerzői jogokat jelzi, nem szolgál a cikkben szereplő információk forrásmegjelöléseként.